# (16749) Vospini
(16749) Vospini  es un asteroide perteneciente al cinturón de asteroides, descubierto el 16 de agosto de 1996 por Piero Sicoli, y Valter Giuliani desde el Observatorio Astronómico Sormano, en Italia.

## Designación y nombre
Vospini se designó inicialmente como 1996 QE.
Fue nombrado así por Giancarlo Vospini (1935-2017) quien fue ingeniero electrónico de profesión y astrónomo aficionado de vocación. Fue miembro del Observatorio Astronómico Sormano y particularmente activo en la divulgación.

## Características orbitales
Vospini orbita a una distancia media del Sol de 2,576 ua, pudiendo acercarse hasta 2,191 ua y alejarse hasta 2,962 ua. Tiene una excentricidad de 0,150 y una inclinación orbital de 14,449 °grados. Emplea en completar una órbita alrededor del Sol 1510,37 días.

## Características físicas
Su magnitud absoluta es 14,49. Tiene 5,595 km de diámetro. Su albedo se estima en 0,142.